# Гуцева, Ольга Кирилловна
Ольга Кирилловна Гуцева  (1923 — 2010) — советский педагог. Заслуженный учитель школы РСФСР (1964). Герой Социалистического Труда (1968).

## Биография
Родилась в селе Сотниковское, Благодарненского района, Ставропольского края в крестьянской многодетной семье.
Окончив семилетнюю школу, поступила в Ессентукское педагогическое училище, получив специальность учителя начальной школы. Начало трудовой деятельности О. К. Гуцевой пришлось на первые месяцы Великой Отечественной войны — работала учителем на хуторе Красный Кундуль. С 1943 года после окончания курсов военруков при Ставропольском краевом отделе народного образования, О. К. Гуцева была назначена — учителем физического воспитания и военного дела в начальной школе села Сотниковское..
С 1945 года — учитель 1—4 классов этой же школы. С 1946 по 1951 годы — заведующая начальной школой, с 1951 по 1953 годы — заведующая учебной частью и учительница русского языка и литературного чтения 5—7 классов села Сотниковское. С 1953 года назначена исполняющей обязанности директора Сотниковской семилетней школы № 3, с 1955 года — Сотниковской средней школы № 4, в 1955—1962 годах также преподавала русский язык. С 1956 по 1959 годы обучалась на заочном отделение Пятигорского государственного педагогического института, окончив его по специальности «русский язык и литература»..
1 июля 1968 года Указом Президиума Верховного Совета СССР «за большие заслуги в деле обучения и коммунистического воспитания учащихся» Ольга Кирилловна Гуцева была удостоена звания Героя Социалистического Труда с вручением Ордена Ленина и золотой медали «Серп и Молот».
О. К. Гуцева была делегатом XXV съезда КПСС (1976), XV съезда профсоюзов СССР (1972), I и II Всесоюзных съездов учителей (1968 и 1978). Была депутатом Ставропольского краевого и Сотниковского сельского Советов депутатов трудящихся, членом Благодарненского райкома КПСС, кандидатом в члены Ставропольского крайкома КПСС.
С 1981 года — на пенсии, жила в Ставрополе. Умерла 20 января 2010 года.

## Награды
- Медаль «Серп и Молот» (1.07.1968)
- Орден Ленина (1.07.1968)
- Медаль «За трудовое отличие» (3.11.1953)
- Заслуженный учитель школы РСФСР (19.12.1964)